# Sonya Hartnett
Sonya Hartnett (* 23. Februar 1968 in Box Hill, Melbourne) ist eine australische Schriftstellerin.
Ihren ersten Roman „Ärger auf der ganzen Linie“ verfasste sie im Alter von 13 Jahren. 
Sie schreibt vor allem Bücher für Kinder und junge Erwachsene, jedoch auch für Erwachsene, etwa „Of a Boy“ oder unter dem Pseudonym Cameron S. Redfern den sehr kontrovers rezipierten Roman „Landscape with Animals“ (2006, dt. „Geheimes Verlangen“, 2007).
Die Medienwissenschaftlerin schreibt provokant. Kennzeichnend ist ihre Darstellung ungeschönter Realität, die sie mit Elementen der „Gothic Novel“ und des „magischen Realismus“ verbindet. Ihr Schreiben ist beeinflusst von Ivan Southall, Robert Cormier und wird mit John Steinbeck und William Faulkner verglichen.
Sonya Hartnett wurde 2008 der mit 532.000 Euro dotierte Astrid-Lindgren-Gedächtnis-Preis verliehen.

## Werke und Auszeichnungen
- Trouble All the Way (1984, dt. Üb. „Ärger auf der ganzen Linie“)
- Sparkle and Nightflower (1986)
- The Glass House (1990)
- Wilful Blue (1994, dt. Üb. „Eigensinniges Blau“)

Ena Noel Award 1996
- Sleeping Dogs (1995, dt. „Schlafende Hunde“, 1998)

Kathleen Mitchell Award 1996
nominiert für den Deutschen Jugendliteraturpreis 1999
- Black Foxes (1996)
- The Devil Latch (1996, dt. „Teuflische Stimmen“, 1999)
- Princes (1997, dt. „Prinzen“, 2005)
- All My Dangerous Friends (1998)
- Stripes Of The Sidestep Wolf (1999)
- Thursday’s Child (2000, dt. Üb. „Donnerstagskind“)

Guardian Award 2002
Aurealis Award 2001 Bestes Buch für junge Erwachsene
- Forest (2001)

CBC Book of the Year 2002
- Of a Boy (2002)

Commonwealth Writers Prize 2003
- The Silver Donkey (2004)

Courier Mail Award 2005
CBC Book of the Year 2005
- Surrender (2005)

ALA Best Books for Young Adults 2007
Ehrenliste Michael L. Printz Award 2007
Shortlist The Age Book of the Year 2005
Shortlist Aurealis Award 2005
Shortlist Commonwealth Writers Prize 2006
- Landscape with Animals (2006, als Cameron S. Redfern, dt. „Geheimes Verlangen“, 2007)
- The Ghost's Child (2007)